# Nikos Argyropoulos
Nikolaos Argyropoulos, detto Nikos (in greco Νικόλαος "Νίκος" Αργυρόπουλος?; Patrasso, 25 marzo 1978), è un ex cestista greco.